# Alon Shvut
Alon Shvut (en hebreo: אלון שבות) es un asentamiento israelí situado en el Área de Judea y Samaria, en la Cisjordania ocupada por Israel, es administrado por el Consejo Regional Gush Etzion. Se encuentra al suroeste de Jerusalén, a medio camino entre las ciudades de Belén y Hebrón, a 4 kilómetros y medio de la línea verde, al oeste del muro de seguridad israelí. Alon Shvut fue establecido en 1970 y desde entonces se ha convertido en un centro regional para las comunidades del bloque de asentamientos de Gush Etzion. Su población a finales de 2011 ascendía a 3.051 habitantes.